# Zentralarbeitsgemeinschaft deutscher Parteien
Die Zentralarbeitsgemeinschaft deutscher Parteien (ZAG) – auch: Deutsche Zentralarbeitsgemeinschaft – war eine Gruppierung mehrerer Parteien und deutscher Vereinigungen in den nach dem Ersten Weltkrieg abzutretenden Provinzen in Polen, in der die Fragen des Deutschtums untereinander geklärt und beraten werden sollten.

## Gründung und Zusammensetzung
In Bromberg wurde die ZAG am 22. September 1919 gegründet, wie aus einem Bericht von Paul Fleischer vom gleichen Tag hervorging. Den Vorsitz der ZAG übernahm Max Winkler, den er später an Klebba abtrat. Die Deutsche Demokratische Partei, die Deutsche Zentrumspartei, die Deutsche Partei, die Sozialdemokratische Mehrheitspartei, der Posener Volksrat sowie die Deutsche Vereinigung entsandten jeweils zwei Vertreter in die ZAG.
Weiterhin wurden zwei Provinzialarbeitsgemeinschaften gebildet. Die eine hatte ihren Sitz in Graudenz und sollte für die zukünftige Woiwodschaft Pommerellen zuständig sein. Auch hier führte Winkler den Vorsitz und Klebba war sein Stellvertreter. Die Geschäftsführung übernahm der Rechtsanwalt Partikel. In diese Gemeinschaft entsandten die oben genannten Parteien je drei Vertreter.
Die andere Provinzialarbeitsgemeinschaft wurde als Vertretung der abgetretenen Provinz Posen in Bromberg eingerichtet. Jeweils zwei Vertreter hatten in dieser Gemeinschaft ihre Sitze, die aus dem Netzegau entsandt wurden.

## Aufgabenstellung und Finanzierung
Die einzelnen politischen Gruppen und Volksvertretungen sollten auf der Basis der Eigenständigkeit und Erhaltung ihrer Eigenart in der Gemeinschaft zusammenarbeiten. Gegenüber der Reichskanzlei bestimmte die ZAG ihre Aufgaben wie folgt(Zitat bei Wermuth):
Die Zentralarbeitsgemeinschaft stellt ein Verständigungsbüro dar, um durch gegenseitige Aussprache eine Klärung der verschiedenen Ansichten und ein gemeinsames Vorgehen in den das gesamte Deutschtum betreffenden Angelegenheiten herbeizuführen.
Die konkrete Arbeit sollte sich durch die Kontaktaufnahme in den Organisationen des Schul- und Kulturwesens auf Kaufleute und Angehörige von katholischen Kreisen sowie der Arbeiterschaft erstrecken, um so die Stärkung des Deutschtums zu bewirken. Die Finanzierung der Tätigkeiten der ZAG erfolgte durch den Vorsitzenden der Deutschen Stiftung, Erich Krahmer-Möllenberg. Je Monat zahlte die Stiftung 90 000 Reichsmark die Aufwendungen für das Personal und die Büros, soziale Fürsorge, Rechtsberatung, Auskünfte, Unterstützungen der Sportvereine, Jugendpflege, kulturelle Veranstaltungen und Stipendien. Weiterhin wurde die Pressearbeit und das Organ Mitteilungen der ZAG subventioniert.

## Politische Spannungen und Auflösung
Obwohl die Aufgabenstellung nach außen nicht in erster Linie als politische Gruppierung ihren Schwerpunkt hatte, betätigte sich die ZAG immer mehr in diese Richtung. Als die ZAG dann bei den Wahlen im Mai 1920 eine Niederlage hinnehmen musste, gab es die ersten Überlegungen im Auswärtigen Amt (AA), wie der Einfluss der ZAG eingeschränkt werden konnte. Denn durch die zugespitzten politischen Stellungnahmen der Vertreter der ZAG wurde diese zu einem größeren Störfaktor für die Politik des AA.
Am 14. Dezember 1920 kam es zu einem Treffen von Krahmer-Möllenberg, dem Leiter der Kulturabteilung im AA, Jaffé, und Ziemke. Eine Auflösung der ZAG wurde von Krahmer-Möllenberg strikt abgelehnt, weil sie auf einen entschiedenen Widerstand von Vertretern des Deutschtums in den abgetretenen Gebieten stoßen würde. Schließlich einigte man sich auf eine abwartende Haltung, die die Ergebnisse der Wahl in Oberschlesien vom 20. März 1921 berücksichtigen sollte. Zu diesem Zweck wurde eine Notiz mit fünf Punkten aufgesetzt, die Maßnahmen zur Reduzierung der Tätigkeiten der ZAG umfassten. In den folgenden Monaten kam es zu verschärften Spannungen zwischen der Deutschen Vereinigung wie auch vonseiten des Deutschtumsbundes gegenüber der ZAG.
Im April 1921 bot die ZAG dem Deutschtumsbund an, beide Organisationen zu vereinigen. Da aber die Mitglieder des Deutschtumbundes sich als die geeigneteren Vertreter des Deutschtums betrachteten und die Frage der Beteiligung an Wahlen beider Organisationen nicht gelöst wurde, kam es bei Verhandlungen in Bromberg zu keiner Einigung. Außerdem lehnten die links stehenden politischen Vertreter in der ZAG strikt ein politisches Mandat mit dem Deutschtumsbund ab. Als am 21. April 1921 dann diese Vertreter aus der ZAG austraten, war das der entscheidende Impuls für die folgende Auflösung der ZAG.

## Organisation der ZAG im April 1920
Der Reichs- und Staatskommissar für die Überleitung an Polen verfasste mit dem Datum vom 26. April 1920 einen Bericht über die Deutschtumsorganisationen in Polen. Darin führte er für die ZAG folgende Struktur auf:
- Deutsche Zentralarbeitsgemeinschaft (Sitz in Bromberg)
  - Vorsitzender: Klebba, Graudenz
  - Geschäftsführer: Siegel, Bromberg

- Provinzialarbeitsgemeinschaft Pomerellen
  - Geschäftsführer: Rechtsanwalt Partikel, Bromberg

- Provinzialarbeitsgemeinschaft Posen
  - Geschäftsführer: Großstück, Posen

Die ZAG würde keine Gruppen auf der Kreisebene bilden, sondern sich nur in Ortsgruppen organisieren.

## Referenzen
- Kurt Oppitz: Die Deutsche Stiftung und ihre Tätigkeit bei der Vorbereitung des 2. Weltkriegs, Dissertation Potsdam 1973
- Norbert Krekeler, Revisionsanspruch und geheime Ostpolitik der Weimarer Republik – Die Subventionierung der deutschen Minderheit in Polen, Stuttgart 1973
- Helga Wermuth: Dr. h. c. Winkler – Ein Gehilfe staatlicher Pressepolitik in der Weimarer Republik, Dissertation München 1975